# 丁以忠
丁以忠（1499年—1573年），字崇義，號南溪，江西承宣布政使司南昌府新建縣（今江西省南昌市新建縣）人，民籍，明朝政治人物。

## 生平
嘉靖十六年（1537年）丁酉科江西鄉試第六十八名。嘉靖十七年（1538年）戊戌科進士第二甲第十七名。授刑部主事，陞员外郎、郎中，出為河間府知府，升山东按察司临清兵备副使，歷廣東、山東按察、布政使，升都察院右副都御史、巡抚山东，三十九年（1560年）五月官至南京兵部右侍郎，四十一年十二月以病致仕，万历元年卒，年七十五。所著有《世美堂稾》。

## 事跡
嘉靖三十五年（1556年），汪柏准备允许葡萄牙人入居澳门，丁以忠时任广东按察使，力阻未果。

## 家族
曾祖丁用治；祖父丁儀；父丁大章，號質菴，贈刑部主事；母程氏，贈太安人。永感下。。兄丁以誠。